# 拉傑普特穆斯林
拉傑普特穆斯林，是信仰伊斯蘭教的拉傑普特人。

## 歷史
拉傑普特人傳統上是印度教的戰士民族，但在十二世纪早期部分拉傑普特王公接受伊斯蘭教一直持續至英國統治的19世紀，並獲謝赫和米兒咱的敬稱。拉傑普特人皈依伊斯蘭教的原因有很多，包括政治或經濟原因，信仰伊斯蘭教可不繳交吉茲亞税和並吸收入統治階级。
但不管信仰上的差異，他們仍保留拉傑普特人的榮譽，也和信仰印度教的同族保持團結一致對抗來自外部的威脅，他們在婚姻儀式上和信仰印度教的同族只有很细微的差異。在名字方面，他們仍保留了印度教的姓氏，比如：拉納，喬德（杜）里，等。

## 名人
慕加希·安华汗：巴基斯坦空军前参谋长。
拉纳·萨纳乌拉·汗：现任巴基斯坦内政部部长。
巴克提亚·拉纳：巴基斯坦陆军中将。